# 瓦加魯島

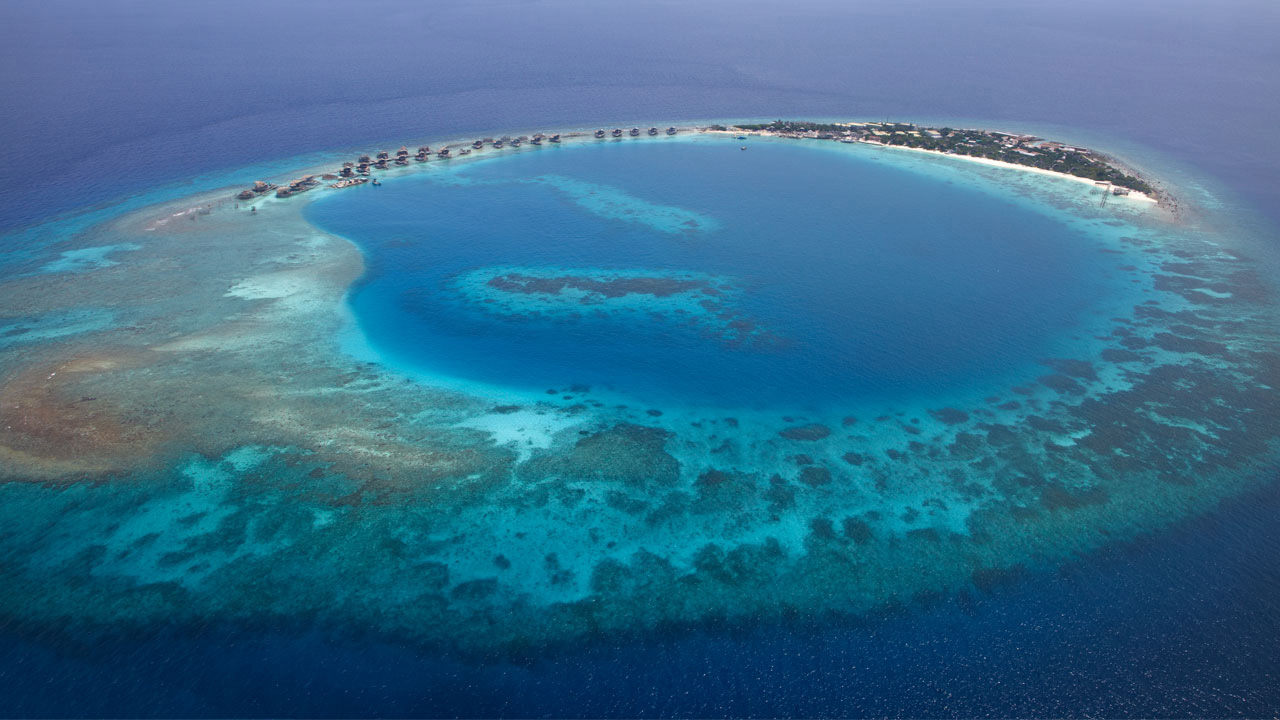
Vagaru Island

瓦加魯島（Vagaru Island），是馬爾地夫一座小島，坐落於马尔代夫易卜拉欣·纳西尔国际机场以北192公里，隸屬於上北省沙維亞尼環礁行政區。該魯島原本無人居住，後由 EON Resorts PVT LTD 与穆巴达拉发展公司共同投资建立渡假村。瓦加魯島最近的居民岛屿为富納杜，同屬沙維亞尼環礁行政區管轄。

## 交通
由于跟机场距离遥远，50分钟的水上飞机是唯一的交通工具。
度假村的补给就由马尔代夫的传统交通工具多尼船进行，也有快艇在附近的居民岛或是无人岛往来。